# Monte Linas
Monte Linas is een massief in de Italiaanse Zuid-Sardinië in het zuidwesten van het eiland Sardinië. Het bestaat voornamelijk uit graniet en bevat talrijke minerale afzettingen, zoals zink en lood. Tot de hoogste toppen behoren Perda de sa Mesa (1236 m), de hoogste top in het zuiden van Sardinië, Punta Camedda (1214 m), Punta Sa Cabixeddas (1202 m), Punta Acqua Zinnigas (1136 m), Monte Lisone (1082 m), Punta di San Miali (1062 m) en Punta Magusu (1023 m).
Het massief ligt in de gemeenten Arbus, Gonnosfanadiga, Villacidro, Guspini, Fluminimaggiore, Pabillonis, San Gavino Monreale, Sardara en Vallermosa. Het grootste deel van het massief ligt in de gemeente Gonnosfanadiga, met inbegrip van de belangrijkste toppen.
Het toerisme in dit gebied bestaat voornamelijk uit natuurwandelingen en agriturismo, waaronder ook het natuurpark Monte Linas Marganai.